# Alto rappresentante per la Bosnia ed Erzegovina
L'alto rappresentante per la Bosnia ed Erzegovina (in bosniaco Visoki predstavnik za Bosnu i Hercegovinu) è l'autorità istituita in seno agli accordi di Dayton del 1995, per la supervisione dell'implementazione delle condizioni previste dagli accordi di pace che posero fine alla guerra in Bosnia ed Erzegovina. L'istituzione rappresenta inoltre tutti i Paesi coinvolti nel processo di pace, compresa l'Italia, per mezzo del Consiglio per l'attuazione della pace (Peace Implementation Council, PIC). Nel 2008 sono state definite le condizioni per la soppressione dell'ufficio come parte di un processo di normalizzazione della situazione in Bosnia ed Erzegovina.
Finora tutti gli Alti Rappresentanti nominati provengono da Paesi dell'Unione europea, mentre tutti i vice rappresentanti (in inglese Principal Deputy High Representative) provengono dagli Stati Uniti d'America. Il vice rappresentante funge anche da supervisore internazionale per Brčko e rappresenta la comunità internazionale nel distretto di Brčko.

## Storia

### Status giuridico
L'allegato 10 dell'accordo di Dayton fornisce la base legale per l'istituzione della funzione dell'alto rappresentante, in particolare per quanto riguarda l'implementazione civile dell'accordo, rappresentando i Paesi coinvolti nel processo di pace. Il consesso della rappresentanza è formalizzato nel PIC, il cui comitato direttivo è composto dagli ambasciatori in Bosnia ed Erzegovina di Canada, Francia, Germania, Italia, Giappone, Russia, Regno Unito, Stati Uniti d'America, la presidenza della Commissione europea, la Commissione europea e l'Organizzazione della cooperazione islamica (OIC), rappresentata dalla Turchia.

### Ipoteri di Bonn
Nell'incontro del dicembre 1997 a Bonn il PIC decise di assegnare maggiori poteri all'alto rappresentante per evitare ritardi nell'attuazione degli accordi per ostruzione dei politici locali. La nuova autorità prevedeva:
- esecuzione di decisioni vincolanti qualora le amministrazioni locali si dimostrassero incapaci o restie ad agire;
- rimozione dei funzionari pubblici che abbiano violato gli impegni giuridici o in generale le condizioni degli accordi di Dayton[3].

Le nuove prerogative assegnate all'alto rappresentante vennero impiegate in diverse occasioni negli anni a seguire. Nell'aprile del 2003, ad esempio, l'alto rappresentante soppresse il consiglio supremo di difesa della Repubblica Serba, in diverse altre circostanze invece apportò modifiche alla costituzione della repubblica Serba.
Fino al 2004, l'alto rappresentante aveva destituito 139 funzionari, inclusi giudici, ministri, dipendenti pubblici e membri del parlamento, a volte congelando i rispettivi conti bancari. Dopo le elezioni del 2002, l'alto rappresentante ha scrutinato tutti i candidati alle principali posizioni ministeriali a livello statale e di ogni singola entità.
Tra le critiche indirizzate all'ufficio dell'alto rappresentante ed in particolare ai poteri di Bonn, spesso si fa riferimento alla burocratizzazione dell'ufficio, alla mancanza di responsabilità civile della funzione, che risponde solo al PIC, e alla mancanza di appello delle sue decisioni, non sottoposte ad udienze preliminari e con applicazione immediata.
Anche l'assemblea parlamentare del Consiglio d'Europa, di cui la Bosnia ed Erzegovina fa parte dal 2002, ha reclamato contro l'operato dell'alto rappresentante, chiedendo il pronto trasferimento di poteri alle autorità bosniache.

### La fusione con il RSUE
In seguito alle pressioni del Consiglio d'Europa, tra il 2002 e il 2011 l'ufficio dell'alto rappresentante venne fuso con la funzione del Rappresentante speciale dell'Unione europea (RSUE) in Bosnia ed Erzegovina, Paddy Ashdown fu il primo alto rappresentante a ricoprire il duplice ruolo.
Durante il mandato di Christian Schwarz-Schilling l'invasività delle azioni dell'alto rappresentante nelle questioni interne bosniache sembrò affievolirsi ulteriormente, in conseguenza della sempre maggior influenza dell'Unione europea. Il numero delle iniziative legislative emanate per mano dell'alto rappresentante diminuì drasticamente.
Il 27 febbraio 2008, il PIC decretò che il 30 giugno 2008 avrebbe avuto luogo la cessazione del mandato dell'alto rappresentante. La decisione di sciogliere l'ufficio destò parecchie perplessità e preoccupazioni nella comunità internazionale, ma anche tra la popolazione bosniaca e molte ONG, sicché fu deciso di prolungare il mandato indefinitamente finché una serie di parametri di riferimento non fossero stati soddisfatti positivamente.
A partire dal 1 settembre 2011 le due posizioni vennero nuovamente separate.

### Le condizioni per la soppressione dell'ufficio

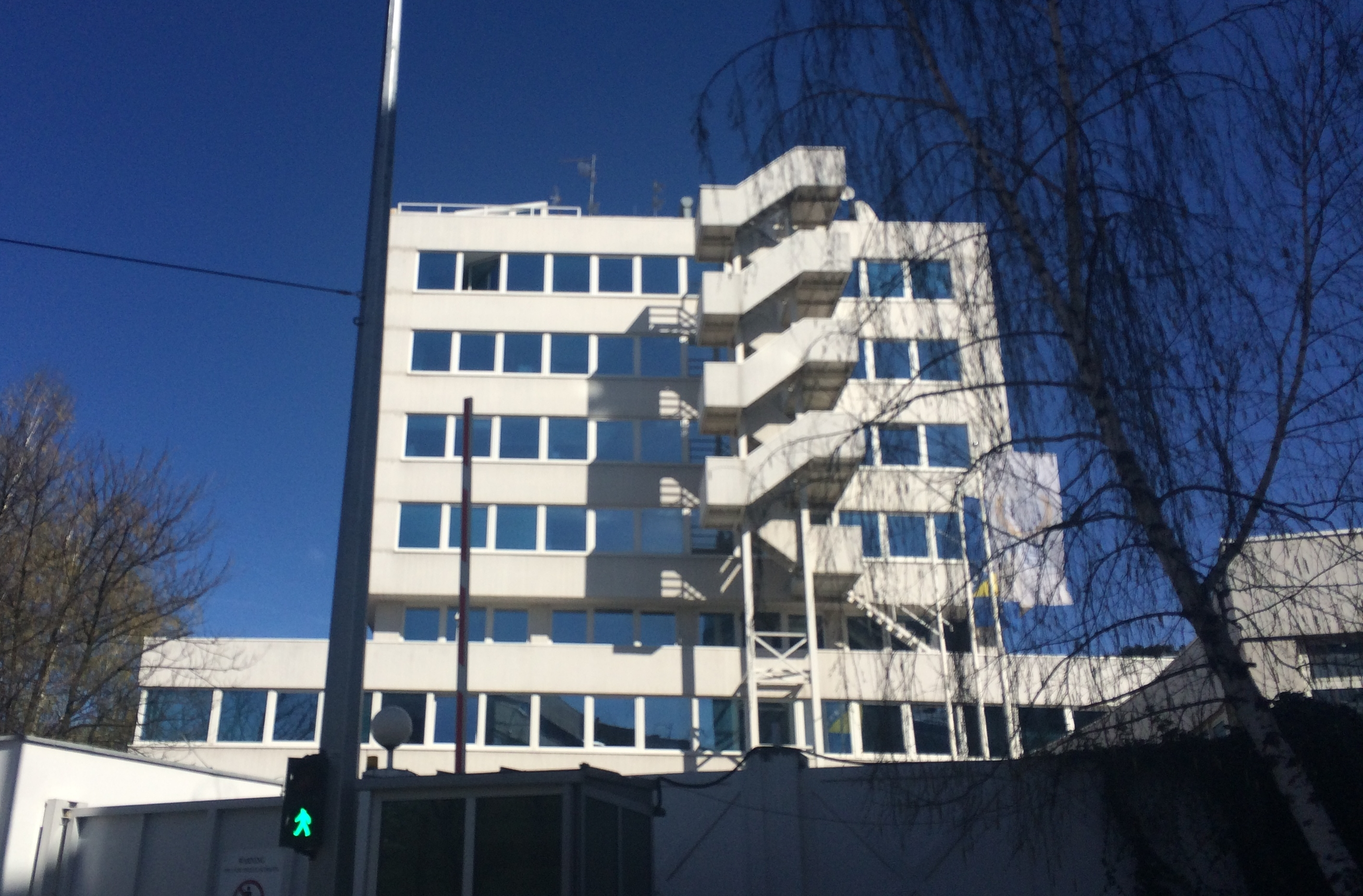
La sede OHR a Grbavica, Sarajevo.

Nel febbraio del 2008 il PIC pose le condizioni per la soppressione dell'ufficio dell'alto rappresentante. Le questioni più critiche riguardano gli obiettivi prefissati per le autorità bosniache da raggiungere prima della transizione verso una gestione guidata dall'Unione europea. A partire da una lunga lista di priorità il PIC definì le questioni chiave per lo scioglimento dell'ufficio:
- risoluzione della questione del demanio;
- risoluzione della proprietà della difesa;
- completamento dell'assegnazione di Brčko;
- sostenibilità fiscale dello Stato; completata a maggio 2010 ma da sostenere con continuità[11];
- consolidamento dello stato di diritto; completato a maggio 2010 ma da sostenere con continuità[11].

Altre due condizioni furono aggiunte:
- firma dell'accordo di stabilizzazione e associazione (Stabilisation and Association Agreement, SAA); completato il 16 giugno 2008;
- valutazione positiva della situazione in Bosnia ed Erzegovina da parte del comitato direttivo del PIC.

Un'ulteriore condizione non scritta, da eseguirsi tramite una valutazione del comitato direttivo del PIC, fu aggiunta in seguito dagli Stati Uniti d'America e da alcuni stati membri della UE:
- riforma della costituzione in conformità alla decisione della corte europea dei diritti dell'uomo del dicembre 2009.

Lo scioglimento dell'ufficio dell'alto rappresentante è considerata dal comitato direttivo del PIC come una pre-condizione per l'adesione all'Unione europea.

## Lista degli Alti Rappresentanti
| # | Rappresentante | Rappresentante              | Nascita-morte | Mandato          | Mandato          | Nazionalità |
| - | -------------- | --------------------------- | ------------- | ---------------- | ---------------- | ----------- |
| 1 |                | Carl Bildt                  | 1949-         | 14 dicembre 1995 | 17 giugno 1997   | Svezia      |
| 2 |                | Carlos Westendorp           | 1937-         | 18 giugno 1997   | 17 agosto 1999   | Spagna      |
| 3 |                | Wolfgang Petritsch          | 1947-         | 18 agosto 1999   | 26 maggio 2002   | Austria     |
| 4 |                | Paddy Ashdown               | 1941-2018     | 27 maggio 2002   | 31 gennaio 2006  | Regno Unito |
| 5 |                | Christian Schwarz-Schilling | 1930-         | 1 febbraio 2006  | 30 giugno 2007   | Germania    |
| 6 |                | Miroslav Lajčák             | 1963-         | 1 luglio 2007    | 28 febbraio 2009 | Slovacchia  |
| 7 |                | Valentin Inzko              | 1949-         | 1 marzo 2009     | 31 luglio 2021   | Austria     |
| 8 |                | Christian Schmidt           | 1957-         | 1 agosto 2021    | in carica        | Germania    |